# 25769 Munaoli
25769 Munaoli è un asteroide della fascia principale. Scoperto nel 2000, presenta un'orbita caratterizzata da un semiasse maggiore pari a 2,3066072 UA e da un'eccentricità di 0,1759555, inclinata di 7,41556° rispetto all'eclittica.